# Escuela de Ajedrez de la UNED
La Escuela de Ajedrez de la UNED es una sección de la Universidad Nacional de Educación a Distancia (Fundación UNED) de España que desarrolla actividades de formación a distancia, dirige esta asignatura de libre configuración para estudiantes universitarios y promueve la participación de los alumnos de esta universidad en competiciones de ajedrez.
La escuela participa también en la organización de otros acontecimientos ajedrecísticos internacionales de importancia, como el Torneo Internacional de Ajedrez Ciudad de Linares (Jaén), uno de los más importantes del mundo.

## Niveles impartidos
Los cursos impartidos por la Escuela de Ajedrez de la UNED tienen tres niveles:
- Iniciación
- Medio
- Alto (para ajedrecistas con un ELO superior a 1900)

## Profesorado
Durante el curso 2013-2014 el profesorado de la escuela ha estado compuesto por Anna Rudolf y Juan Carlos Antón.

## Publicaciones
La Escuela de Ajedrez de la UNED tiene editado su propio curso de ajedrez, en dos tomos, cuyos autores son algunos de los profesores que han pasado por ella anteriormente, como Boris Zlotnik, José Ángel López de Turiso y Sánchez, Fernando Martín Blanco, Francisco José Jiménez Villena y Juan Vicente Rodríguez Rey